# Anna Potok
Anna Potok z domu Ratajczak (ur. 4 lipca 1939 w Komarowicach) – polska ekonomistka, doktor nauk, wykładowczyni akademicka, działaczka „Solidarności”, ekspertka ds. rozwoju obszarów wiejskich, wiceminister rolnictwa w rządzie Tadeusza Mazowieckiego (1989–1991), koszykarka Lecha Poznań.

## Życiorys
Córka Mariana i Anny. Dzieciństwo spędziła na terenie dzisiejszej Ukrainy. W latach 50 i 60. XX w. czołowa koszykarka Lecha Poznań, grająca w głównym składzie m.in. na Mistrzostwach Polski.
Ukończyła studia na Akademii Rolniczej w Poznaniu. W latach 80. XX w. działała w „Solidarności” na Akademii Rolniczej w Poznaniu, wchodząc w skład międzyuczelnianego komitetu związku. W 1981 przebywała na stażu we Włoszech, skąd zdecydowała się wrócić do Polski zaraz po ogłoszeniu stanu wojennego. Za działalność opozycyjną była wielokrotnie zatrzymywana i poddawana rewizjom oraz represjonowana przez Służbę Bezpieczeństwa. W 1984 została aresztowana i osadzona na kilka miesięcy w celi z kryminalistkami w areszcie w Poznaniu. Była członkinią redakcji „Biuletynu Wojennego”.
W 1989 weszła w skład poznańskiego Komitetu Obywatelskiego i komitetu wyborczego kandydata do Senatu Ryszarda Ganowicza. W rządzie Tadeusza Mazowieckiego od 28 listopada 1989 do 31 maja 1991 pełniła funkcję podsekretarza stanu w Ministerstwie Rolnictwa i Gospodarki Żywnościowej. W 2010 poparła kandydaturę Jacka Jaśkowiaka na prezydenta Poznania. Po 2015 zaangażowała się w działalność Komitetu Obrony Demokracji.
W 2011, za wybitne zasługi dla transformacji ustrojowej Polski, za kształtowanie demokratycznych zasad państwa prawa, za osiągnięcia w działalności państwowej i publicznej została odznaczona Krzyżem Kawalerskim Orderu Odrodzenia Polski.